# Carl Smith (remero)
Carl Smith (1962-Nottingham, 1 de enero de 2010) fue un deportista británico que compitió en remo. Ganó ocho medallas en el Campeonato Mundial de Remo entre los años 1983 y 1994.

## Palmarés internacional
| Campeonato Mundial | Campeonato Mundial            | Campeonato Mundial | Campeonato Mundial        |
| Año                | Lugar                         | Medalla            | Prueba                    |
| ------------------ | ----------------------------- | ------------------ | ------------------------- |
| 1983               | Duisburgo (RFA)               | Medalla de plata   | Cuatro sin timonel ligero |
| 1984               | Montreal (Canadá)             | Medalla de bronce  | Cuatro sin timonel ligero |
| 1986               | Nottingham (Reino Unido)      | Medalla de oro     | Doble scull ligero        |
| 1987               | Copenhague (Dinamarca)        | Medalla de bronce  | Doble scull ligero        |
| 1990               | Tasmania (Australia)          | Medalla de bronce  | Ocho con timonel ligero   |
| 1991               | Viena (Austria)               | Medalla de oro     | Cuatro sin timonel ligero |
| 1992               | Montreal (Canadá)             | Medalla de oro     | Cuatro sin timonel ligero |
| 1994               | Indianápolis (Estados Unidos) | Medalla de oro     | Ocho con timonel ligero   |